# Conseil national des syndicats (Afrique du Sud)
La National Council of Trade Unions (NCTU) est un syndicat sud-africain affilié à la Confédération syndicale internationale.